# Gertrud Dreyfuss

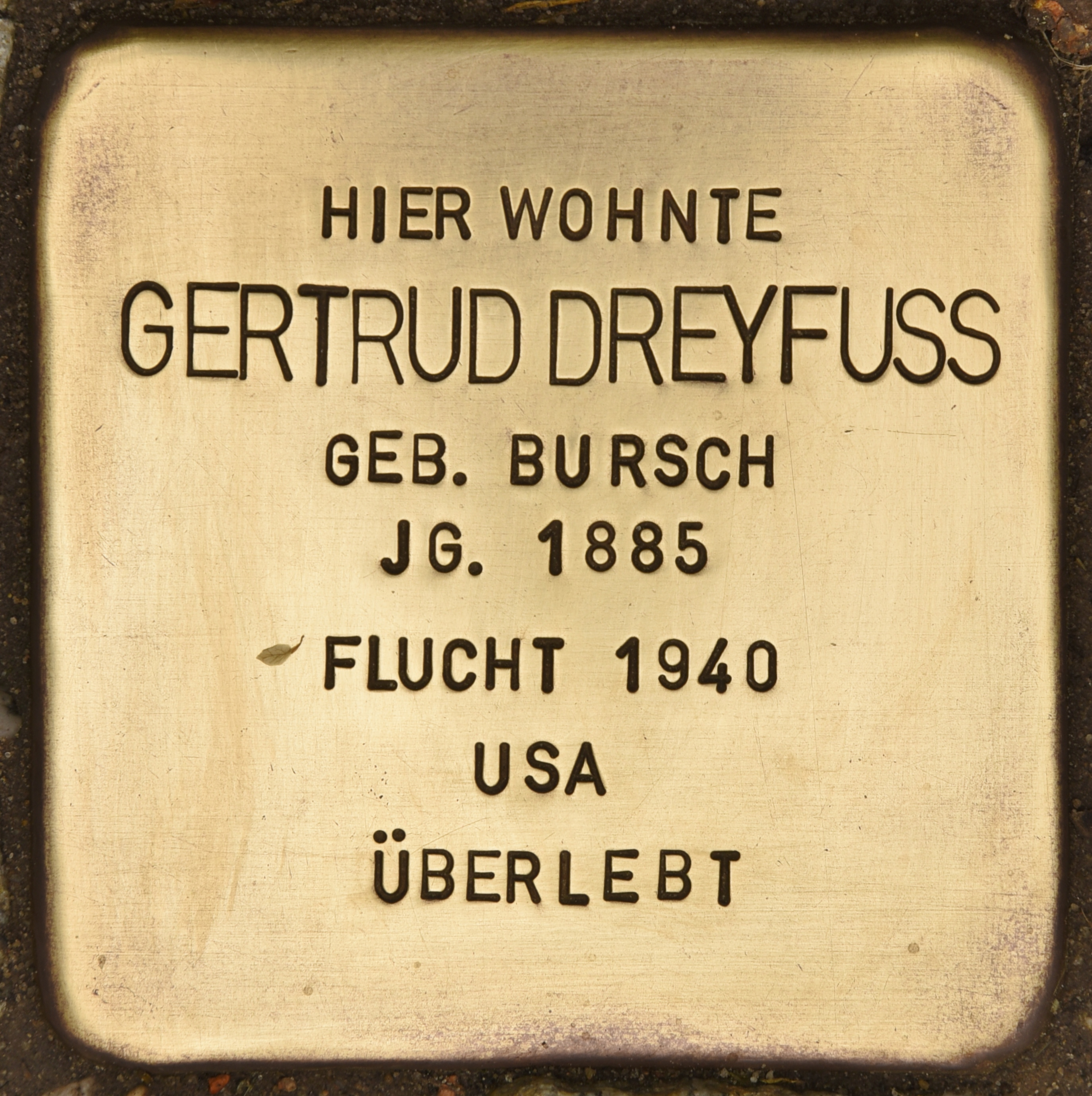
Stolperstein für Gertrud Dreyfuss

Katharina Gertrud Dreyfuss (geboren am 5. März 1885 in Berlin; gestorben am 5. Mai 1968 in New Orleans, Louisiana) war eine aus dem nationalsozialistischen Deutschland emigrierte jüdische deutsch-amerikanische Malerin.

## Leben und Werk
Der Vater von Gertrud Dreyfuss, Wilhelm Bursch, betrieb in Berlin eine Fabrik für Polstermaterialien und -gestelle. Die Familie wohnte in Berlin. In Teltow hatten sie eine Villa in der Max-Sabersky-Allee 4 erworben. Dort lebte die sechsköpfige Familie anfangs nur im Sommer, später ganzjährig. Schon als 15-Jährige nahm Gertrud Bursch in Berlin Unterricht in der Malschule von Artur Segal und bei Ludwig Meidner. Ermunterung und Hilfe erhielt sie von ihrem Onkel, dem Bildhauer Max Landsberg.
Nach der Heirat mit dem jüdischen Berliner Kaufmann Alfred Dreyfuss (1876–1940) wurden ihre Söhne Fritz (1910), Ernst (1913) und Hans (1921) geboren. Mitte der 1920er Jahre zog die Familie nach Teltow. Dort betätigte sich Gertrud Dreyfuss als Malerin. Mit Anneliese Ratkowski (1903–1997) und Max Heimann bildete sie die Gruppe „Die Neuen Naturalisten“. Diese hatte 1937 hatte in Berlin im jüdischen Clubheim in der Marburger Straße 5 ihre zweite, vom Sekretariat für bildende Kunst beim Reichsverband der jüdischen Kulturbünde in Deutschland veranstaltete Ausstellung.
Alfred Dreyfuss wurde im März 1933 unter dem Vorwurf, mit SPD-Leuten zu sympathisieren, verhaftet. Er kam nach drei Monaten im Zellengefängnis Lehrter Straße wieder frei. Die Söhne Fritz und Ernst emigrierten rechtzeitig nach England und im Sommer 1938 in die USA. Hans konnten die Eltern mit einem Kindertransport nach England schicken. Unmittelbar nach der Pogromnacht 1938 begannen Alfred und Gertrud Dreyfuss mit Fluchtvorbereitungen. 1940 gelang es ihnen, über die Sowjetunion und Japan in die USA auszureisen. Dort verstarb Alfred Dreyfuss kurz nach seiner Ankunft infolge der Strapazen der Flucht. Gertrud Dreyfuss heiratete noch einmal und nahm den Namen Gertrude Handsman an. Sie arbeitete auch in den USA als freischaffende Malerin. Ihre Bilder befinden sich weitgehend im Besitz von Familienangehörigen in den USA und in Großbritannien.
2018 wurde in Rathaus Teltow in der Ausstellung „Flucht aus Teltow – Bilder der jüdischen Künstlerin Gertrud Dreyfuss“ erstmals in Europa Bilder der Künstlerin gezeigt. 2021 wurde eine Straße nach Gertrud Dreyfuss benannt. Für sie, ihren Mann und ihre Söhne wurden in Teltow „Stolpersteine“ verlegt.